# Sympetrum himalayanum
Sympetrum himalayanum är en trollsländeart som beskrevs av Navás 1934. Sympetrum himalayanum ingår i släktet ängstrollsländor, och familjen segeltrollsländor. IUCN kategoriserar arten globalt som otillräckligt studerad. Inga underarter finns listade i Catalogue of Life.